# Rothschildia cauca
Rothschildia cauca är en fjärilsart som beskrevs av Rothschild 1907. Rothschildia cauca ingår i släktet Rothschildia och familjen påfågelsspinnare. Inga underarter finns listade.